# 박순화 (1958년)
박순화(朴順花, 1958년 ~ )은 대한민국의 군인 겸 정치가이다. 2008년 1월에 준장으로 진급하면서 대한민국 여군 사상 4번째 장성급 장교가 되었으며 이후 2009년 3월 20일을 기하여 국간사 선배 윤종필 육군 준장과 함께 육군 준장 예편하였다.

## 특점
그녀는 양승숙, 이재순, 윤종필, 신혜경, 박명화, 최경혜, 송명순, 이은수, 김귀옥, 윤원숙 등과 아울러 대한민국 여군 장교 출신 장군 1세대 가운데 한 사람으로 일컬어진다.

## 학력
- 1978년 국군간호사관학교 졸(19기)
- 1981년 육군보병학교 졸
- 1983년 국방대학교 행정학사 30기
- 1988년 5년제 한국방송통신대학교 행정학사

## 주요 경력
- 대한민국 국군수도병원 간호부 부장
- 대한민국 국군간호사관학교 교수부 부장
- 제21대 대한민국 국군간호사관학교 교장
- 대한민국 국방부 국방보건행정특임위원
- 대한민국 보건복지부 보건과학특임위원
- 새누리당 보건행정특임위원
- 을지대학교 겸임교수
- 가천대학교 겸임교수

## 같이 보기
- 이영숙 (국간사 21기 및 예비역 육군 소령 출신)